# ذنيخة
ذَنِيخَة هو أحد مسببات الأمراض الفطرية للنبات. يصيب عدة نباتات أخصها الكرمة والدراقن واللوز والخوخ وبعض الأشجار الحرجية. أضراره محدودة لا توجب المكافحة.